# أبو عبد الله الختن
أبو عبد الله محمد بن الحسن بن إبراهيم الفارسي الإستراباذي (311- 386 هـ الموافق 924- 996 م،) أحد أئمة الشافعية من أصحاب الوجوه المجتهدين المقدَّمين في عصره. سُمي بالخَتَن (الخَتَن هو زوج البنت أو زوج الأخت) لأنه كان خَتَنَ الإمام أبي بكر الإسماعيلي، وكان قد تزوج ابنته.
كان مبرزاً في علم النظر والجدل، مقدَّماً في الأدب ومعاني القرآن والقراءات.
سمع الحديث في بلده وغيرها، وكان كثير السماع والرحلة. قدم نيسابور سنة تسع وستين (369هـ) وأقام بها مدة، وانتفع الناسُ بعلومه، وحدَّث، وحضر مجلس الأستاذ أبي سهل. وكان يملي الحديث بجرجان من سنة سبع وسبعين (377هـ) إلى أن توفي. وكانت له مناظرات مع الأستاذ أبي سهل، وتخرَّج به كثيرٌ من الفقهاء.
له ذكر في كتاب المهذب والروضة وغيرهما.
ومن شعره في جواب أبيات أرسلها إليه الأستاذ أبو سهل إثرَ وحشةٍ قامت بينهما بسبب إغلاظ الأستاذ له في القول:

## مؤلفاته
من مؤلفات أبي عبد الله الختن: «شرح تلخيص ابن القاص» في الفقه.

## وفاته
توفي أبو عبد الله يوم عرفة، سنة ست وثمانين وثلاثمائة (386هـ)، وعمره خمس وسبعون سنة.